# Friedrich Hund
Friedrich Hund, né le 4 février 1896 à Karlsruhe et mort le 31 mars 1997 à Göttingen, est un physicien allemand.

## Biographie
Après des études en mathématiques, physique et géographie à Marbourg et Göttingen, Friedrich Hund fut maître de conférences en physique à Göttingen et professeur à Rostock (1927), Leipzig (1929), Iéna (1946), Francfort-sur-le-Main (1951) et de nouveau à Göttingen à partir 1957.
Il a également fait partie de l’équipe de Niels Bohr (1926) à Copenhague et prit part à plusieurs conférences à Harvard en 1928.

## Contributions
En 1925, il a mis en évidence une règle empirique en physique atomique qui porte désormais son nom : la règle de Hund.
En 1926-1927, Friedrich Hund découvre et décrit pour les isomères ce qu’on appellera plus tard l’effet tunnel. Au cours de sa carrière universitaire, il a publié plus de 250 articles.
En physique et spectroscopie des molécules on distinguera après les travaux de Hund les différents cas de (a) à (e) de couplage de Hund. On caractérise ainsi depuis, en mécanique quantique, les différentes formes prises par les couples de moments cinétiques (addition vectorielle) : rotation, spin électronique et trajectoire du moment cinétique total.

## Récompenses
En 1943, Hund est lauréat de la médaille Max-Planck.

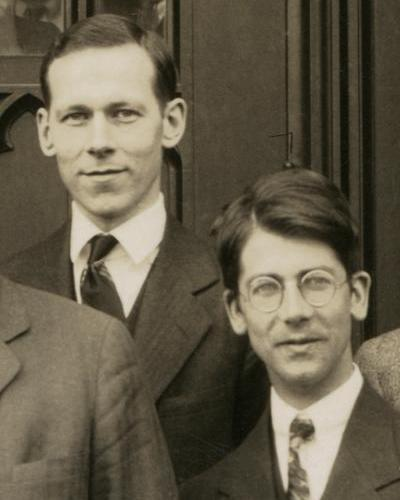
Robert Mulliken et Friedrich Hund
Chicago, 1929

En 1974, il a reçu le prix Otto-Hahn (de) de physique-chimie.